# Hot Right Now
Hot Right Now is een single van de Britse producer DJ Fresh gezongen door Rita Ora.

## Geschiedenis
Het nummer werd uitgebracht op 12 februari 2012 door Ministry of Sound.

## Tracklist
| Nr. | Titel                                | Duur |
| --- | ------------------------------------ | ---- |
| 1.  | Hot Right Now (Radio Edit)           | 3:02 |
| 2.  | Hot Right Now (Extended Mix)         | 3:40 |
| 3.  | Hot Right Now (Camo & Krooked Remix) | 4:34 |
| 4.  | Hot Right Now (Zed Bias Remix)       | 5:16 |
| 5.  | Hot Right Now (Zomboy Remix)         | 4:57 |
| 6.  | Hot Right Now (Kamuki Remix)         | 4:26 |

| Nr. | Titel                        | Duur |
| --- | ---------------------------- | ---- |
| 1.  | Hot Right Now (Extended Mix) | 3:40 |
| 2.  | Hot Right Now (Zomboy Remix) | 4:57 |

| Nr. | Titel                                | Duur |
| --- | ------------------------------------ | ---- |
| 1.  | Hot Right Now (Camo & Krooked Remix) | 4:34 |
| 2.  | Hot Right Now (Zed Bias Dub Mix)     | 4:46 |

| Nr. | Titel                            | Duur |
| --- | -------------------------------- | ---- |
| 1.  | Hot Right Now (Redroche Remix)   | 6:02 |
| 2.  | Hot Right Now (Zed Bias Dub Mix) | 4:46 |

## Hitnoteringen

### Nederlandse Top 40
| Hitnotering: 03-03-2012 t/m 09-06-2012 | Hitnotering: 03-03-2012 t/m 09-06-2012 | Hitnotering: 03-03-2012 t/m 09-06-2012 | Hitnotering: 03-03-2012 t/m 09-06-2012 | Hitnotering: 03-03-2012 t/m 09-06-2012 | Hitnotering: 03-03-2012 t/m 09-06-2012 | Hitnotering: 03-03-2012 t/m 09-06-2012 | Hitnotering: 03-03-2012 t/m 09-06-2012 | Hitnotering: 03-03-2012 t/m 09-06-2012 | Hitnotering: 03-03-2012 t/m 09-06-2012 | Hitnotering: 03-03-2012 t/m 09-06-2012 | Hitnotering: 03-03-2012 t/m 09-06-2012 | Hitnotering: 03-03-2012 t/m 09-06-2012 | Hitnotering: 03-03-2012 t/m 09-06-2012 | Hitnotering: 03-03-2012 t/m 09-06-2012 | Hitnotering: 03-03-2012 t/m 09-06-2012 | Hitnotering: 03-03-2012 t/m 09-06-2012 |
| Week:                                  | 1                                      | 2                                      | 3                                      | 4                                      | 5                                      | 6                                      | 7                                      | 8                                      | 9                                      | 10                                     | 11                                     | 12                                     | 13                                     | 14                                     | 15                                     |                                        |
| -------------------------------------- | -------------------------------------- | -------------------------------------- | -------------------------------------- | -------------------------------------- | -------------------------------------- | -------------------------------------- | -------------------------------------- | -------------------------------------- | -------------------------------------- | -------------------------------------- | -------------------------------------- | -------------------------------------- | -------------------------------------- | -------------------------------------- | -------------------------------------- | -------------------------------------- |
| Positie:                               | 33                                     | 32                                     | 26                                     | 28                                     | 28                                     | 20                                     | 16                                     | 13                                     | 11                                     | 16                                     | 19                                     | 23                                     | 30                                     | 36                                     | 40                                     | uit                                    |

### NederlandseSingle Top 100
| Hitnotering: 25-02-2012 t/m 23-06-2012 | Hitnotering: 25-02-2012 t/m 23-06-2012 | Hitnotering: 25-02-2012 t/m 23-06-2012 | Hitnotering: 25-02-2012 t/m 23-06-2012 | Hitnotering: 25-02-2012 t/m 23-06-2012 | Hitnotering: 25-02-2012 t/m 23-06-2012 | Hitnotering: 25-02-2012 t/m 23-06-2012 | Hitnotering: 25-02-2012 t/m 23-06-2012 | Hitnotering: 25-02-2012 t/m 23-06-2012 | Hitnotering: 25-02-2012 t/m 23-06-2012 | Hitnotering: 25-02-2012 t/m 23-06-2012 | Hitnotering: 25-02-2012 t/m 23-06-2012 | Hitnotering: 25-02-2012 t/m 23-06-2012 | Hitnotering: 25-02-2012 t/m 23-06-2012 | Hitnotering: 25-02-2012 t/m 23-06-2012 | Hitnotering: 25-02-2012 t/m 23-06-2012 | Hitnotering: 25-02-2012 t/m 23-06-2012 | Hitnotering: 25-02-2012 t/m 23-06-2012 | Hitnotering: 25-02-2012 t/m 23-06-2012 | Hitnotering: 25-02-2012 t/m 23-06-2012 |
| Week:                                  | 1                                      | 2                                      | 3                                      | 4                                      | 5                                      | 6                                      | 7                                      | 8                                      | 9                                      | 10                                     | 11                                     | 12                                     | 13                                     | 14                                     | 15                                     | 16                                     | 17                                     | 18                                     |                                        |
| -------------------------------------- | -------------------------------------- | -------------------------------------- | -------------------------------------- | -------------------------------------- | -------------------------------------- | -------------------------------------- | -------------------------------------- | -------------------------------------- | -------------------------------------- | -------------------------------------- | -------------------------------------- | -------------------------------------- | -------------------------------------- | -------------------------------------- | -------------------------------------- | -------------------------------------- | -------------------------------------- | -------------------------------------- | -------------------------------------- |
| Positie:                               | 67                                     | 54                                     | 33                                     | 33                                     | 40                                     | 29                                     | 27                                     | 27                                     | 25                                     | 22                                     | 25                                     | 40                                     | 44                                     | 53                                     | 60                                     | 72                                     | 69                                     | 78                                     | uit                                    |

### VlaamseUltratop 50
| Hitnotering: 25-02-2012 t/m 26-05-2012 | Hitnotering: 25-02-2012 t/m 26-05-2012 | Hitnotering: 25-02-2012 t/m 26-05-2012 | Hitnotering: 25-02-2012 t/m 26-05-2012 | Hitnotering: 25-02-2012 t/m 26-05-2012 | Hitnotering: 25-02-2012 t/m 26-05-2012 | Hitnotering: 25-02-2012 t/m 26-05-2012 | Hitnotering: 25-02-2012 t/m 26-05-2012 | Hitnotering: 25-02-2012 t/m 26-05-2012 | Hitnotering: 25-02-2012 t/m 26-05-2012 | Hitnotering: 25-02-2012 t/m 26-05-2012 | Hitnotering: 25-02-2012 t/m 26-05-2012 | Hitnotering: 25-02-2012 t/m 26-05-2012 | Hitnotering: 25-02-2012 t/m 26-05-2012 | Hitnotering: 25-02-2012 t/m 26-05-2012 | Hitnotering: 25-02-2012 t/m 26-05-2012 |
| Week:                                  | 1                                      | 2                                      | 3                                      | 4                                      | 5                                      | 6                                      | 7                                      | 8                                      | 9                                      | 10                                     | 11                                     | 12                                     | 13                                     | 14                                     |                                        |
| -------------------------------------- | -------------------------------------- | -------------------------------------- | -------------------------------------- | -------------------------------------- | -------------------------------------- | -------------------------------------- | -------------------------------------- | -------------------------------------- | -------------------------------------- | -------------------------------------- | -------------------------------------- | -------------------------------------- | -------------------------------------- | -------------------------------------- | -------------------------------------- |
| Positie:                               | 19                                     | 16                                     | 11                                     | 14                                     | 19                                     | 11                                     | 13                                     | 13                                     | 19                                     | 19                                     | 20                                     | 30                                     | 36                                     | 46                                     | uit                                    |